# Волков, Александр Владимирович (теннисист)
Алекса́ндр Влади́мирович Во́лков (3 марта 1967, Калининград, РСФСР, СССР — 19 октября 2019, там же) — советский и российский теннисист, заслуженный мастер спорта России и заслуженный тренер России. Тренер сборной России по теннису.

## Карьера
С 1974 по 1984 год учился в калининградской школе № 49.
Начал принимать участие в международных турнирах в 1986 году.
В 1990 году выиграл в первом раунде открытого чемпионата США у первого номера в рейтинге Стефана Эдберга 6:3, 7:6, 6:2.
Первый турнир выиграл в феврале 1991 года в Милане, второй в январе 1993 года в Окленде. Осенью 1994 года победил в Кубке Кремля, выиграв в финале у американца Чака Адамса 6:2, 6:4.
В 1991 году в 1/8 финала Уимблдона Волков встречался с 6-м сеяным немцем Михаэлем Штихом. В 5-м сете при счёте 4:6, 6:3, 5:7, 6:1, 5:3 Волков подавал на матч и вёл в гейме 30:15. После одного из ударов Волкова немец ответил ударом справа по линии, мяч очевидно уходил в аут, однако угодил в боковую стойку, на которой крепится сетка, по немыслимой траектории облетел вышедшего к сетке Волкова и попал в самый угол корта. Счёт стал 30:30 вместо 40:15 и двух матчболов Волкова. Штих сумел выиграть этот гейм, затем ещё три подряд и с ними матч, а потом обыграл подряд Джима Курье, Эдберга, Бориса Беккера и выиграл свой единственный в карьере турнир Большого шлема.
В 1993 году Волков вышел в полуфинал открытого чемпионата США, где уступил в трёх сетах Питу Сампрасу.
Двукратный финалист Кубка Дэвиса в составе сборной России (1994 и 1995).
Волков ушёл из активного спорта в 1997 году, в возрасте 30 лет. Всего за карьеру заработал 3,3 млн евро призовых. Первое время после завершения карьеры посвятил отдыху, вместе с женой много путешествовал по местам, где прежде играл в теннис, в частности, супруги посетили США, Объединённые Арабские Эмираты. В 1999 году Волков был назначен генеральным директором теннисного турнира «Кубок Кремля».
С 2002 года Волков работал тренером сборной России по теннису. Помогал молодым теннисистам подняться до серьёзного уровня. Среди тех, кого тренировал Волков (в числе других наставников) — Анастасия Мыскина, Марат и Динара Сафины, Елена Дементьева, Николай Давыденко, Михаил Южный. Позже Волков входил в тренерский штаб женской и мужской сборных России.
В последние годы тренировал в родном Калининграде, был наставником российского теннисиста Кристиана Лозана.

## Смерть
Скончался 19 октября 2019 года в Калининграде в возрасте 52 лет.

### Семья
Бывшая супруга Ярослава, сын Павел.

## Финалы турниров АТП за карьеру (14)

### Одиночный разряд (11)

#### Победы (3)
| № | Дата            | Турнир                 | Покрытие  | Соперник в финале | Счёт      |
| 1 | 10 февраля 1991 | Милан, Италия          | Ковёр (з) | Кристиано Каратти | 6:1, 7:5  |
| 2 | 17 января 1993  | Окленд, Новая Зеландия | Хард      | Маливай Вашингтон | 7:6², 6:4 |
| 3 | 13 ноября 1994  | Москва, Россия         | Ковёр (з) | Чак Адамс         | 6:2, 6:4  |

#### Поражения (8)
| №  | Дата            | Турнир                     | Покрытие  | Соперник в финале   | Счёт           |
| 1. | 19 февраля 1989 | Милан, Италия              | Ковёр (з) | Борис Беккер        | 1:6, 2:6       |
| 2  | 17 июня 1990    | Росмален, Нидерланды       | Трава     | Амос Мансдорф       | 3:6, 6:7       |
| 3. | 14 октября 1990 | Берлин, Германия           | Ковёр (з) | Рональд Аженор      | 6:4, 4:6. 6:7  |
| 4  | 5 января 1992   | Веллингтон, Новая Зеландия | Хард      | Джефф Таранго       | 1:6, 0:6, 3:6  |
| 5  | 1 марта 1992    | Роттердам, Нидерланды      | Ковёр (з) | Борис Беккер        | 69:7, 6:4, 2:6 |
| 6  | 5 апреля 1992   | Йоханнесбург, ЮАР          | Хард      | Аарон Крикштейн     | 4:6, 4:6       |
| 7. | 9 января 1994   | Аделаида, Австралия        | Хард      | Евгений Кафельников | 4:6, 3:6       |
| 8  | 2 февраля 1997  | Шанхай, Китай              | Ковёр (з) | Ян Крошлак          | 2:6, 62:7      |

### Парный разряд (3)

#### Поражения (3)
| № | Дата            | Турнир                 | Покрытие  | Партнёр          | Соперники в финале            | Счёт     |
| 1 | 4 ноября 1991   | Москва, СССР           | Ковёр (з) | Андрей Черкасов  | Эрик Елень Карл-Уве Штееб     | 4:6, 6:7 |
| 2 | 17 января 1993  | Окленд, Новая Зеландия | Хард      | Алекс Антонич    | Грант Коннелл Патрик Гэлбрайт | 3:6, 6:7 |
| 3 | 25 августа 1996 | Лонг-Айленд, США       | Хард      | Хендрик Дреекман | Люк Дженсен Мерфи Дженсен     | 3:6, 6:7 |

## Командные турниры

### Финалы командных турниров (2)

#### Поражение (2)
| № | Год  | Турнир       | Команда                                                      | Соперник в финале                                    | Счёт |
| 1 | 1994 | Кубок Дэвиса | Россия А. Волков, Е. Кафельников, А. Ольховский, А. Черкасов | Швеция Я. Апелль, Й. Бьоркман, М. Ларссон, С. Эдберг | 1-4  |

| № | Год  | Турнир       | Команда                                                      | Соперник в финале                                 | Счёт |
| 2 | 1995 | Кубок Дэвиса | Россия А. Волков, Е. Кафельников, А. Ольховский, А. Чесноков | США Дж. Курье, Т. Мартин, П. Сампрас, Р. Ренеберг | 1-3  |